# Péterhida

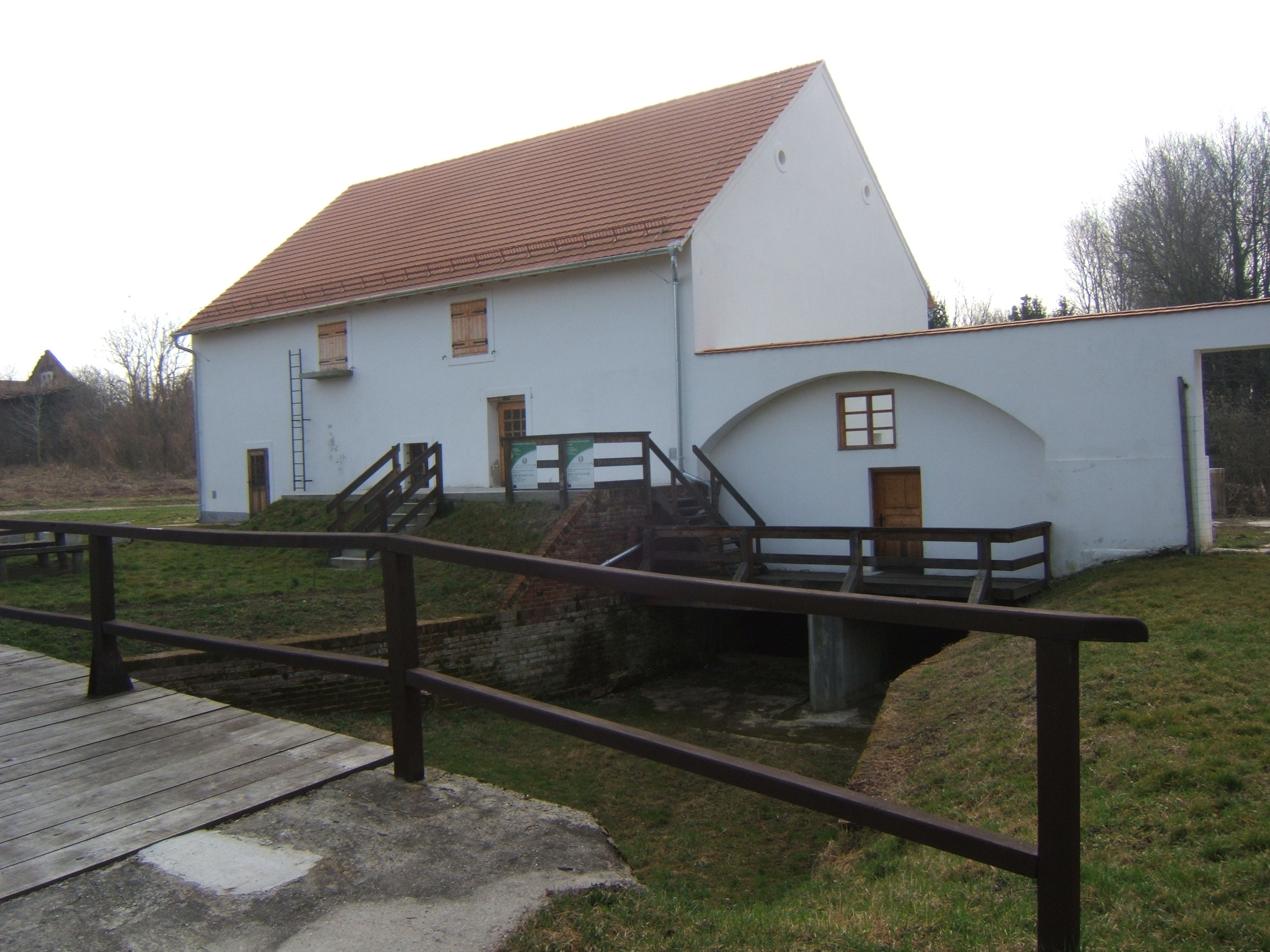
Den gamla vattenkvarnen.

Péterhida är ett samhälle i provinsen Somogy i Ungern. Péterhida ligger i distriktet Barcs och har en area på 11,62 km². År 2020 hade Péterhida totalt 155 invånare.